# Letizia Moratti
Letizia Maria Brichetto Arnaboldi, vedova Moratti (Milano, 26 novembre 1949), è una politica e dirigente d'azienda italiana.
È stata presidente della Rai dal 1994 al 1996 durante i governi Berlusconi I e Dini, ministra dell'istruzione, dell'università e della ricerca dall'11 giugno 2001 al 17 maggio 2006 nei governi Berlusconi II e III, sindaco di Milano dal 5 giugno 2006 al 1º giugno 2011 e presidente del consiglio di amministrazione di UBI Banca dal 2019 al 2020.

## Biografia
Il padre, Paolo Brichetto Arnaboldi (1920-2013), era un eroe partigiano, medaglia di bronzo e d'argento al valor militare, chiamato "il partigiano bianco" in quanto aristocratico; la madre, Paola Guida (1924-2025), è nata a Rivarolo del Re (Cremona) da Michele Guida (nato a Gravina in Puglia, in provincia di Bari, da una delle più antiche famiglie della città) e Letizia Longari Ponzone. Sua sorella Beatrice è moglie di Obizzo Malaspina di Carbonara. La famiglia di suo padre ha origine dall'unione della famiglia imprenditoriale genovese Brichetto, fondatrice della prima società di brokeraggio assicurativo nel 1873, rappresentata da Virgilio Brichetto, con la famiglia nobile lombarda Arnaboldi, rappresentata da Emilia "Mimina" Ajroldi Arnaboldi, figlia della contessa Beatrice "Bice" Arnaboldi Cazzaniga e del barone Paolo Ajroldi di Robbiate.
La futura coniuge Moratti ha frequentato da giovane il Collegio delle Fanciulle di Milano e i corsi di danza classica presso la scuola Carla Strauss di Milano, sotto la guida di Liliana Renzi. Si è laureata nel 1972 in scienze politiche presso l'Università degli Studi di Milano. Dopo la laurea è stata assistente in diritto comunitario europeo del professor Fausto Pocar.
Nello stesso periodo ha conosciuto Gian Marco Moratti, imprenditore del settore petrolifero e già in fase di separazione da Lina Sotis, con il quale si è poi sposata e ha avuto due figli, Gilda e Gabriele (membro del consiglio di amministrazione dell'azienda del padre). È quindi cognata di Massimo Moratti, già presidente dell'Inter, e di sua moglie Milly Moratti, ex consigliera comunale a Milano per la Lista Ferrante (di centro-sinistra) e sostenitrice di Giuliano Pisapia alle elezioni amministrative del 2011.
Il 26 febbraio 2018 è morto il marito Gian Marco Moratti, insieme al quale ha sostenuto attivamente la Comunità di San Patrignano fin dagli albori del progetto alla fine degli anni settanta. Il loro appoggio al lavoro, sia di Vincenzo Muccioli che del figlio Andrea, è stato determinante per lo sviluppo della ONG grazie alle cospicue donazioni fatte nel corso degli anni per un totale di 286 milioni. Dopo la morte del marito, oltre a portare avanti l'impegno per San Patrignano, è presidente di E4Impact Foundation, dedita alla formazione di giovani africani affinché possano poi aiutare i loro Paesi a progredire.

## Attività societarie

### Assicurazioni
A 25 anni fonda la GPA, società di brokeraggio assicurativo, con fondi della famiglia Moratti.
Nel 1990 entra nel consiglio di amministrazione della Comit, da cui esce nel '94.
Nel 1994 il Gruppo Moratti tramite la Securfin Spa acquisisce il controllo del Gruppo Nikols, con cui la GPA si fonde; la Moratti siede nel consiglio di amministrazione.

### Presidente Rai
Dal 1994 al 1996, durante il governo Berlusconi I, Letizia Moratti è stata presidente della Rai. 
ll piano di bilancio presentato nel 1994 prevedeva un risanamento di bilancio basato su incentivi all'esodo dei dipendenti in eccesso, il recupero dei crediti e la creazione di un fondo immobiliare. Tuttavia già nel novembre 1994, il consiglio d'amministrazione RAI da lei guidato rischiò la dissoluzione per via delle minacciate dimissioni di tre consiglieri, a seguito di controversie sulle nomine e sulle modalità di gestione dell'azienda. L'allora consigliere RAI Franco Cardini giudicò che la gestione Moratti era iniziata segnata da troppi errori e da un "clima irrespirabile". 
Nel 1995, con l'approvazione di un referendum abrogativo veniva meno il vincolo della proprietà pubblica della Rai e si avviava il processo di privatizzazione . Moratti propose un piano di ristrutturazione, con una rete nazionale finanziata dalla pubblicità e un canale federalista pagato dal canone Rai, ma il progetto non fu portato avanti.
Nel 1996 Letizia Moratti licenziò il direttore generale nominato dall'azionista IRI Raffaele Minicucci, con una mossa dalla legalità incerta contestata da più parti.

### Mezzi di comunicazione e finanza
Alla fine del 1998, e per un anno circa, Letizia Moratti è diventata presidente e amministratrice delegata di News Corp Europe, società facente capo a Rupert Murdoch e proprietaria di Stream TV.
Dal 2000 al 2001 ha fatto parte dell'Advisory Board del gruppo Carlyle Europa.
Nel 2000 è entrata in GoldenEgg, fondo d'investimento in aziende attive nel settore di telecomunicazioni e multimedia, in rappresentanza della famiglia Moratti. Nell'ottobre dello stesso anno, GoldenEgg si è fusa con E-Street in Syntek, società con sede in Germania che si occupa di investimenti in telecomunicazioni e media. La Syntek ha subito una grave crisi patrimoniale e finanziaria nel secondo semestre 2007, ed è stata rilevata nell'agosto 2008 dal marito Gian Marco Moratti, passato dal 48,6 al 98,7 per cento, per 140 milioni di euro. Le perdite della Syntek hanno continuato a zavorrare la Securfin Holding di Gian Marco Moratti ancora fino all'agosto 2010.

### Presidente UBI Banca
Dal 12 aprile 2019 al 15 ottobre 2020 è stata presidente di UBI Banca, dimettendosi dopo il successo dell'OPAS lanciata da Intesa Sanpaolo. In precedenza, dal 2016 al 2020, Letizia Moratti ha ricoperto la carica di Presidente del Consiglio di Gestione della stessa banca.

## Attività politica

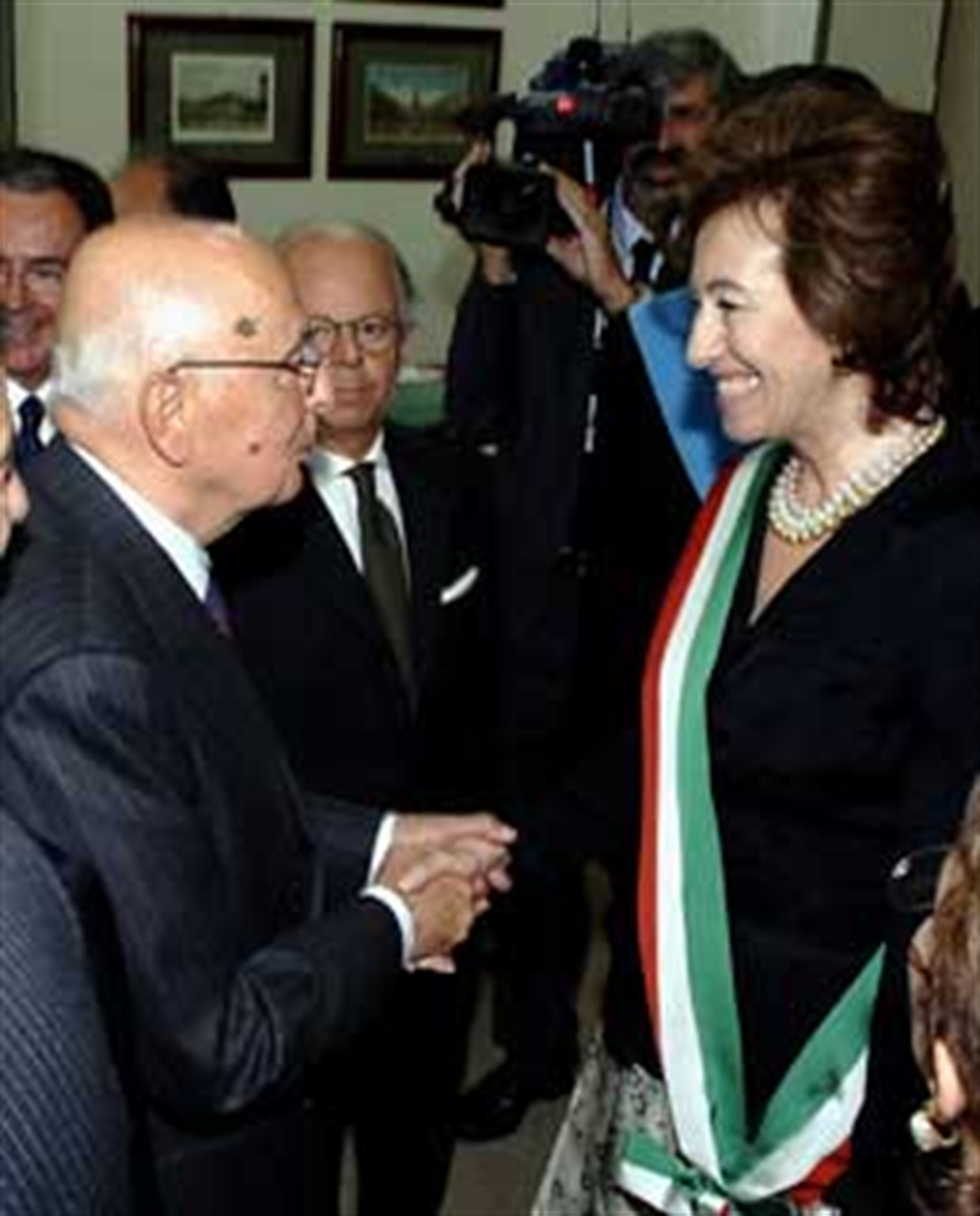
Moratti col Presidente della Repubblica Giorgio Napolitano a Palazzo Mezzanotte (2006)

### Ministro dell'Istruzione (2001-2006)
Dall'11 giugno 2001 fino alla fine della XIV Legislatura ha ricoperto la carica di Ministro dell'istruzione, dell'università e della ricerca (Governi Berlusconi II e Berlusconi III).
Durante il suo mandato come ministra ha elaborato e realizzato una legge di riforma del sistema scolastico italiano che ha suscitato sia reazioni e proteste, sia pareri favorevoli su provvedimenti come il ripristino del voto in condotta. La riforma Moratti, varata con legge 28 marzo 2003, n. 53, prevedeva alcune modifiche nell'ordinamento scolastico italiano, abolendo la riforma Berlinguer varata nel 2000.

### Sindaco di Milano (2006-2011)
Letizia Moratti fu candidata sindaco di Milano alle elezioni comunali del 2006 (28-29 maggio) per lo schieramento della Casa delle Libertà, insieme a due liste civiche, la Lista Moratti e la Lista Giovani per Milano. Vinse le elezioni al primo turno, con il 52% dei voti (il suo più diretto sfidante, Bruno Ferrante, della coalizione di centrosinistra, conseguì il 47% dei voti), diventando la prima (e fino ad oggi unica) donna a dirigere l'amministrazione del capoluogo lombardo. I costi della campagna elettorale furono sostenuti anche dal marito Gian Marco Moratti, con un finanziamento di 6.335.000 euro.

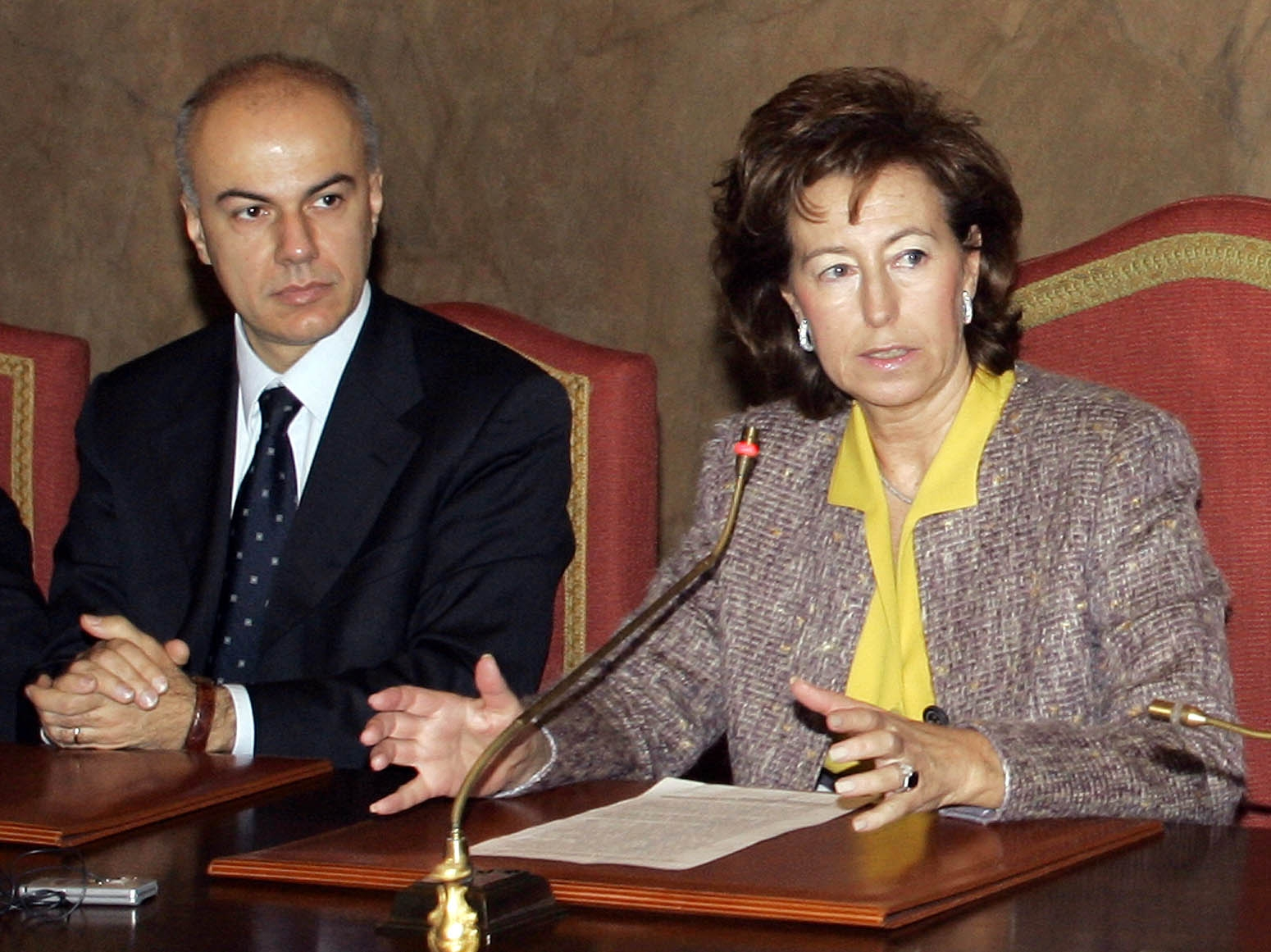
Moratti a Palazzo Marino nel 2006

Letizia Moratti è stata nominata Commissario delegata per la predisposizione degli interventi necessari alla migliore presentazione della candidatura della città di Milano quale sede di Expo 2015 con ordinanza del presidente del Consiglio dei Ministri del 18 ottobre 2007 n. 3623. Il 31 marzo 2008 l'Expo 2015 nella votazione del Bureau des Expositions riunito al Palais des congrès di Parigi è stato assegnato a Milano, che ha battuto la candidatura concorrente di Smirne con 86 voti contro 61.
Nel novembre 2010 è arrivato l'ultimo e decisivo assenso per l'Expo a Milano nel raduno della BIE a Parigi. Per superare gli ostacoli burocratici e procedurali, al sindaco sono stati assegnati poteri speciali «per assicurare, nei tempi richiesti dal Bureau International des Expositions, la disponibilità delle aree che ospiteranno l'evento». Il 14 giugno 2011 ha rassegnato le dimissioni da Commissario per rispetto verso il nuovo sindaco Pisapia e la sua maggioranza.
Il 2 gennaio 2008 è entrato in vigore a Milano l'Ecopass, un pedaggio urbano attivo nella cerchia dei Bastioni a carico dei veicoli più inquinanti (pollution charge). Tale provvedimento non è stato pienamente condiviso dagli stessi esponenti della maggioranza di Palazzo Marino, comportando l'uscita dalla giunta dell'assessore alla salute Carla De Albertis. Il Comune ha sospeso la pubblicazione dei dati dei risultati dell'Ecopass nel settembre 2009. Letizia Moratti ha prima deciso di rimandare ogni decisione su Ecopass a dopo le elezioni del 2011, prolungandone lo status quo fino al 30 settembre 2011 e annunciando un referendum consultivo sulla materia per il 12 giugno. Quindi ha inserito la prosecuzione di Ecopass nel programma elettorale. Infine, a seguito del primo turno, ha annunciato l'abolizione di Ecopass tramite la gratuità per tutti i residenti a partire dal 1º ottobre.
Moratti ha ereditato e proseguito il piano parcheggi avviato dalla giunta Albertini. Il piano prevedeva la creazione di 64.000 posti auto sotterranei nel centro della città, inclusi in luoghi di interesse storico-archeologico quali la Darsena e Sant'Ambrogio. La costruzione di tali parcheggi ha subito notevoli ritardi e aumento dei costi; in molti casi, la giunta ha modificato i progetti ereditati. In altri, il fermo dei lavori ha lasciato inagibili per anni piazze e monumenti (piazza Meda, Porta Volta, Darsena). La stessa Moratti ha indicato il piano come un errore.

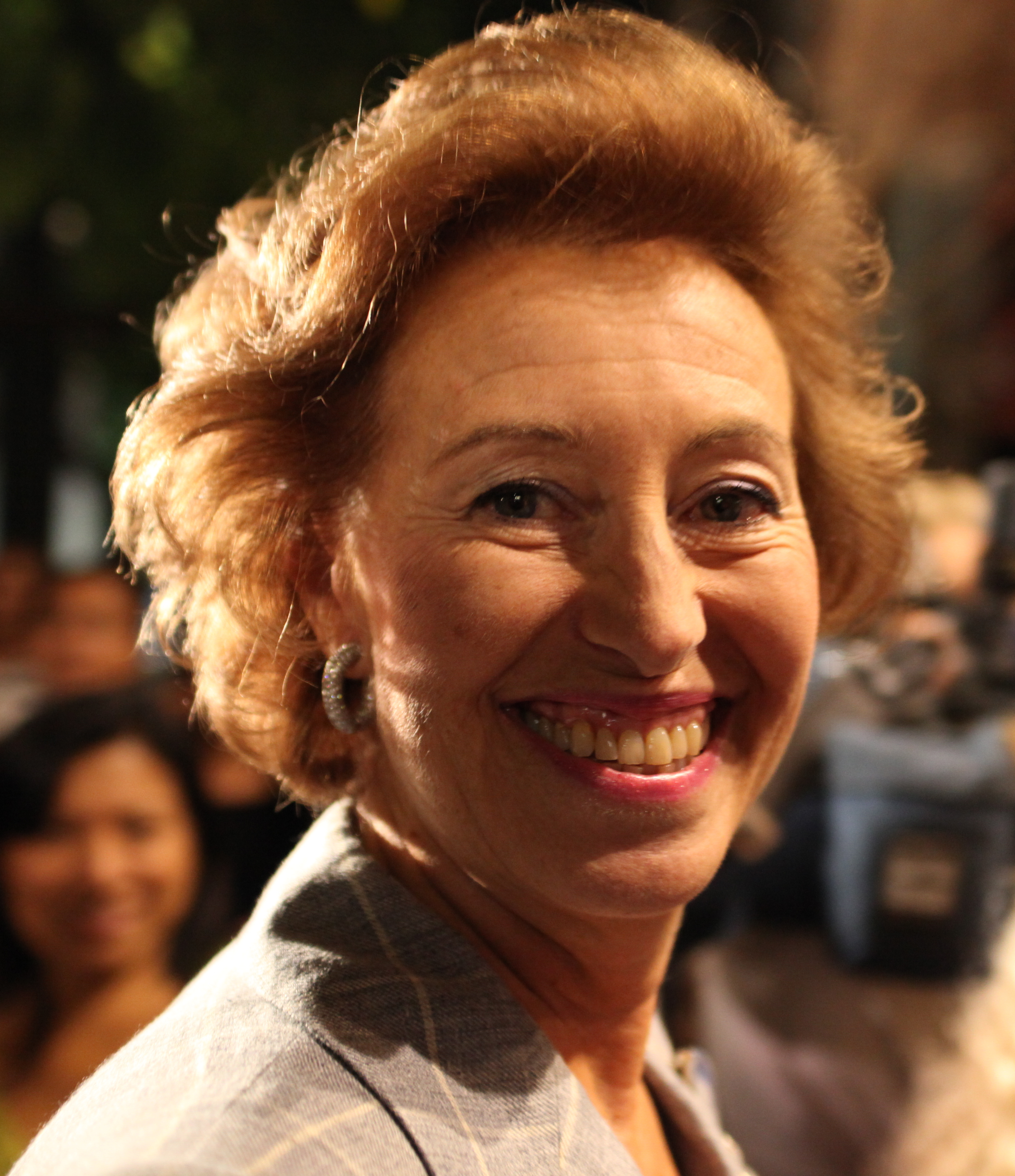
Moratti alla Vogue Fashion's Night Out del 2009

Nel 2007 la giunta Moratti presentò il "Piano della Mobilità Ciclabile" (poi adottato solo come atto d'indirizzo, senza valore vincolante), che prevedeva 53 chilometri di piste ciclabili in più, 2.385 nuovi posti a rastrelliera in 1.174 differenti località, oltre a un sistema di bike sharing con 5.000 biciclette e 250 stazioni in tutta la città, entro il 2011. Il servizio BikeMi di noleggio bici, a cura dell'assessore alla mobilità Edoardo Croci, è entrato a disposizione del pubblico nel novembre 2008, con alcuni mesi di ritardo. Il nuovo assessore Maurizio Cadeo ne ha rilevato la gestione nel 2009, assieme a un buco di bilancio (oltre un milione di euro) dovuto ai mancati introiti pubblicitari e ai progetti di estensione della rete. Nel 2011 il sistema comprendeva 102 stazioni e 1.400 bici, all'interno della cerchia dei bastioni, mentre non arrivava a coprire le cifre di progetto e i poli universitari e ferroviari.
Nel dicembre del 2009 ha annunciato di voler dedicare un parco di Milano a Bettino Craxi, ma la decisione non ha mai avuto seguito. Nel 2010 la sua giunta ha dato il via a una sperimentazione per l'utilizzo di auto elettriche e la realizzazione di relativi punti di ricarica in città.

### Ricandidatura a sindaco e consigliere di opposizione (2011-2012)
Nel 2011 Letizia Moratti si è candidata per un secondo mandato come sindaco di Milano con il sostegno di una coalizione di centrodestra (Il Popolo della Libertà, Lega Nord, La Destra, Nuovo PSI, I Popolari di Italia Domani, Alleanza di Centro) e di 12 liste civiche collegate. 
La campagna elettorale era stata segnata da diverse controversie:
- Moratti aveva accusato Pisapia di essere stato condannato in gioventù per furto d'auto, omettendo di citare l'assoluzione nei successivi gradi di giudizio[51].
- Moratti si era inizialmente dissociata da Roberto Lassini, candidato PdL nel listino a sostegno della Moratti e committente dei manifesti "fuori le Br dalle procure", arrivando a minacciare il ritiro della candidatura: "Siamo incompatibili, in lista o io o lui". Moratti aveva quindi ritrattato, accettando la presenza di Lassini nelle liste[52].

Inizialmente ritenuta favorita dai sondaggi, ottenne al primo turno il 41,58% dei voti, contro il 48,04% del candidato del centrosinistra Giuliano Pisapia. Al ballottaggio ricevette solo il 44,89% delle preferenze e fu quindi sconfitta da Pisapia, che ottenne il 55,11% dei voti. 
A seguito della sconfitta, Moratti ha confermato la volontà di continuare l'attività politica dai banchi dell'opposizione: "Resterò cinque anni in consiglio comunale per spirito di servizio alla città e ai milanesi che mi hanno eletto". Nel dicembre 2011, tuttavia, l'ex sindaco di Milano annuncia la sua fuoriuscita dal PdL e a fine gennaio 2012 rassegna anche le dimissioni dalla carica di consigliere comunale.

### Vicepresidente e assessore al Welfare della Regione Lombardia (2021-2022)
Il giorno 8 gennaio 2021 è stata nominata dal presidente della Regione Lombardia Attilio Fontana assessore al Welfare e vicepresidente della Regione, succedendo rispettivamente a Giulio Gallera e a Fabrizio Sala.
Nel mese di giugno 2021 ha annunciato di voler far nascere in Lombardia, a seguito della crisi dovuta alla pandemia di COVID-19, un Centro Nazionale Malattie Infettive auspicando sul progetto un sostegno da parte del Governo.

### Le dimissioni e la corsa alle regionali
Entrata in contrasto con il presidente Fontana, anche in relazione a una propria candidatura alle regionali del 2023, Letizia Moratti si dimette il 2 novembre 2022. Quattro giorni dopo ufficializza la sua candidatura, con il sostegno del Terzo Polo. Viene sostenuta anche dalla lista civica Moratti Presidente, espressione di Lombardia Migliore, associazione da lei fondata. Raccoglie nella competizione regionale il 9,87% dei voti, classificandosi al terzo posto e non risultando quindi eletta. 
Alle comunali del 14-15 maggio 2023 la lista Moratti come candidato sindaco a Sondrio sostiene Luca Zambon che però con il 2,9% non entra in consiglio comunale. 
Nello stesso periodo Letizia Moratti raduna diversi esponenti del Terzo Polo e dell’area centrista, riformista e liberale per dar vita a un nuovo soggetto politico in vista delle elezioni europee del 2024: Matteo Renzi di Italia Viva, Mariastella Gelmini di Azione, Gianfranco Librandi di +Europa, gli ex PSI Claudio Signorile e Giampaolo Sodano, l’ex ministro Mario Mauro, l’ex sindaco di Messina Cateno De Luca, l’ex PD Giuseppe Fioroni, Giacomo Portas dei Moderati, l’ex ministro Gaetano Quagliariello, Stefano Zamagni e Ivo Tarolli di Insieme, Giuseppe De Mita dei Popolari in Rete, Michelino Davico di Noi con l’Italia ed Enzo Maraio del PSI.
Dopo poco tempo Letizia Moratti si riavvicina al centro-destra, decidendo di sostenere Adriano Galliani al collegio uninominale Lombardia - 06 (Monza) per il Senato della Repubblica nelle elezioni politiche suppletive in seguito al decesso di Silvio Berlusconi; Galliani risulterà eletto con il 51,46% delle preferenze.

### L'ingresso in Forza Italia e l'elezione al Parlamento Europeo
Il 10 ottobre 2023 annuncia in una conferenza stampa con il segretario nazionale Antonio Tajani, il commissario lombardo Alessandro Sorte e il capogruppo alla Camera dei deputati Paolo Barelli il suo ingresso in Forza Italia con il compito di guidare la consulta della segreteria, "un organismo di cui fanno parte personalità di alto prestigio che ha il compito di fare proposte e studi sui principali temi politici". Alle elezioni europee del 2024 è candidata nella circoscrizione nord-occidentale in seconda posizione dietro ad Antonio Tajani risultando eletta con quasi 42.000 preferenze.

## Controversie

### Incarichi esterni
A seguito dell'elezione del 2006, assieme al direttore generale Giampiero Borghini, Moratti avrebbe licenziato senza giustificato motivo una decina di dirigenti del comune, affidando quasi contemporaneamente 54 incarichi a consulenti esterni, spesso senza requisiti. Per tale presunto spoils system, Moratti è stata condannata dalla Corte dei conti a risarcire il comune, sentenza poi confermata in cassazione..
La magistratura ordinaria ha ravvisato solo un illecito amministrativo di abuso d'ufficio materiale, pur senza rilievi penali. I comportamenti di Letizia Moratti, secondo i giudici, «per quanto censurabili sotto diversi profili, non hanno travalicato il limite dell'illecito penale».
Il 29 novembre 2007 Letizia Moratti infatti era stata iscritta nel registro degli indagati per presunto abuso d'ufficio nell'ambito della su menzionata inchiesta sugli "incarichi d'oro". Le indagini erano state avviate dalla Corte dei conti e dalla procura di Milano. L'accusa era che Moratti avesse assunto tramite incarichi esterni sessantatré persone, di cui almeno quarantanove con qualifica dirigenziale, per una spesa di otto milioni l'anno, in contrasto con l'articolo 110 del D.lgs.267/2000 (Testo unico degli enti locali), che prevede che i contratti con dirigenti esterni non debbano superare il 5% del totale. Contando anche i nuovi incarichi, nel comune di Milano i contratti con dirigenti esterni sarebbero ammontati al 25% del totale.
Il pubblico ministero ha definito non penalmente rilevanti le pressioni sui dirigenti comunali perché accettassero il pre-pensionamento, rilevando che non ci sarebbe stata nessuna «minaccia di un male ingiusto nel caso in cui non fosse stata accettata la risoluzione del contratto» pur ammettendo che le modalità sono state lesive della dignità delle persone. Il GIP ha respinto la richiesta di archiviazione e chiesto un approfondimento, intravedendo i reati di violenza privata, mobbing e minacce da cui Moratti è stata in seguito prosciolta.

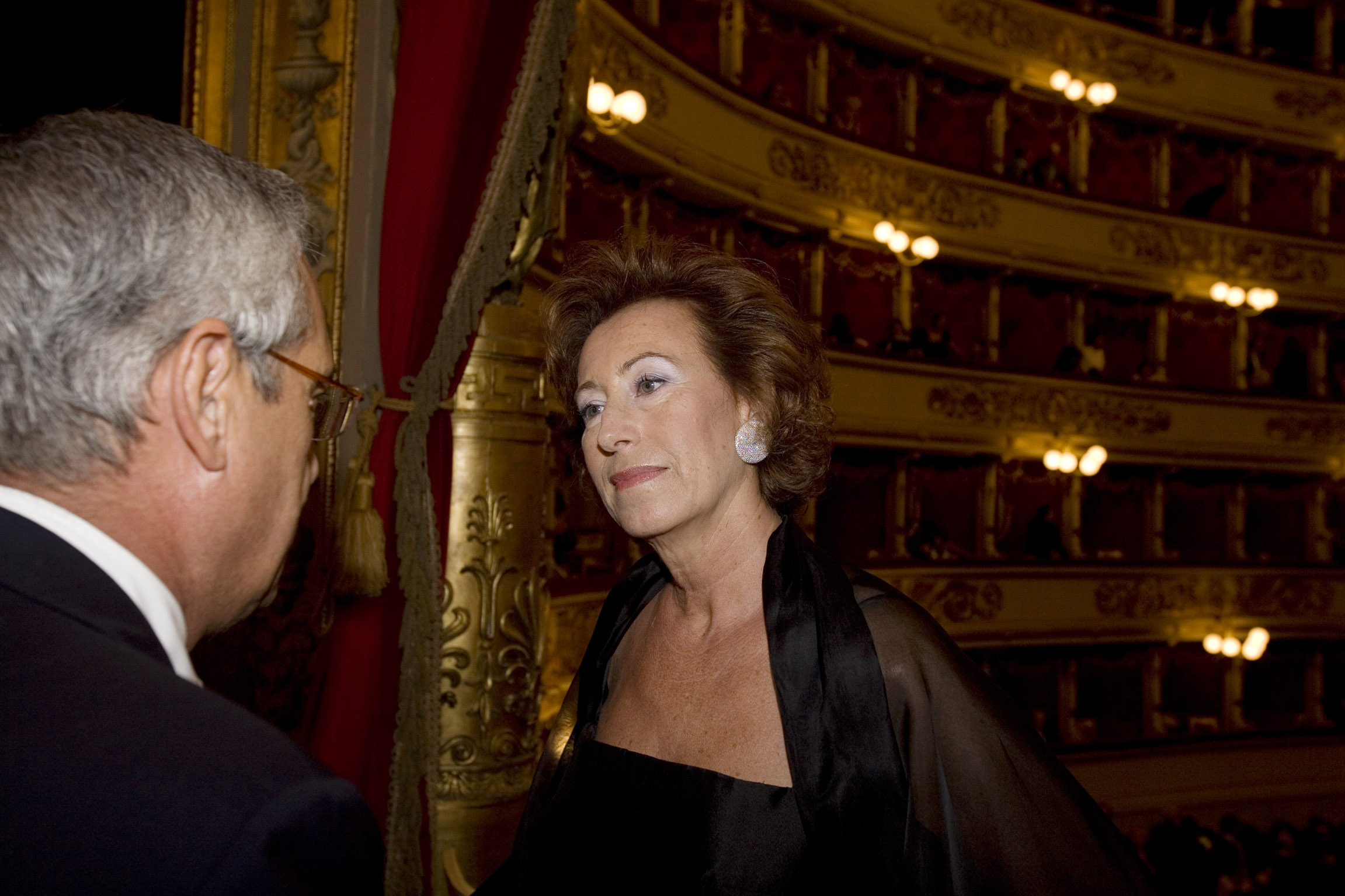
Moratti al Teatro alla Scala nel 2008

Fra le persone assunte dall'amministrazione Moratti c'è Aldo Fumagalli, ex sindaco leghista di Varese, che si era dimesso dall'incarico dopo essere stato iscritto nel registro degli indagati per concussione e violazione della legge Bossi-Fini, oltre a vari candidati del centrodestra non eletti, una candidata dell'UDC in Calabria, persone dello staff elettorale del sindaco Moratti, compreso il suo fotografo personale, e due consiglieri regionali in carica (tra cui Giampiero Borghini) che hanno mantenuto il doppio incarico.
Il 24 marzo 2009 Letizia Moratti è stata pertanto condannata dalla Corte dei conti, assieme a Giampiero Borghini ed altri, per il conferimento di incarichi esterni da parte del Comune di Milano a persone non laureate, e dunque illegittime, nel 2006. Nella motivazione della sentenza, la Corte parla di nomine politiche, che mortificano le professionalità interne, e di sovradimensionamento dell'ufficio stampa, con un numero di giornalisti giustificabile solo per un giornale. Moratti dovrà risarcire 236.000 e 125.000 euro allo stesso Comune di Milano. Nonostante la condanna, Letizia Moratti non è intervenuta in Consiglio Comunale, e non ha fatto sapere cosa intenda fare dei funzionari. Nel giudizio di appello, concluso nel gennaio 2017, la Corte dei conti ha condannato in via definitiva Letizia Moratti a risarcire al Comune oltre 591mila euro, dividendo il resto del danno erariale tra i suoi assessori.
Il 28 agosto 2010 il GIP ha archiviato le accuse di abuso d'ufficio, pur definendo "censurabili sotto diversi profili" le modalità di rimozione dei dirigenti. Il reato di abuso d'ufficio non si configura in quanto non è provato che l'operazione di spoils system fosse indirizzata ad avvantaggiare qualcuno dal punto di vista patrimoniale, "in quanto lo scopo prevalente era quello di creare un rapporto fiduciario tra la direzione politica e il dirigente amministrativo".
Pur non configurandosi un reato, il magistrato ha rilevato un illecito amministrativo (abuso d'ufficio "materiale") in relazione al superamento del limite del 5% nel conferimento di incarichi direttivi al di fuori della dotazione organica (massimo 10 consulenti anziché 50); al conferimento di incarichi a persone prive di requisiti (non laureati); e alla mancanza di un corretto iter nella nomina dei nuovi dirigenti, avvenuta con criteri poco trasparenti.
Letizia Moratti è stata criticata per la scarsa presenza in Consiglio Comunale: 6 presenze nel 2008 e 3 nel 2009, di cui l'ultima il 21 ottobre 2009, per la presentazione di un primo bilancio del mandato. Dei 61 rappresentanti di giunta e consiglio, Letizia Moratti è ultima per presenza alle votazioni, con un totale del 5%.
Il sindaco Moratti è stata inoltre richiamata dal presidente del Consiglio Comunale, Manfredi Palmeri, per non aver risposto alle 100 interrogazioni poste dal consigliere di opposizione Pierfrancesco Majorino ai sensi del regolamento.
Benché il consiglio comunale di Milano abbia votato a maggioranza una mozione che impegna il sindaco a chiedere a Lucio Stanca, deputato e AD di Expo 2015, di rinunciare ad uno dei due incarichi, il sindaco Moratti non ha dato seguito all'iniziativa del suo consiglio.

### Case popolari
Nel dicembre 2010, il tribunale civile di Milano ha sentenziato che nell'assegnazione di case popolari vi è stata la mancata assegnazione a 10 famiglie rom con le quali il Comune aveva firmato un progetto di autonomia abitativa. Nell'accogliere il ricorso, presentato contro il Comune di Milano e quindi contro il sindaco Letizia Moratti, e inoltre contro il ministro Roberto Maroni e il prefetto di Milano Gian Valerio Lombardi, il tribunale ha deliberato che sulla decisione dell'amministrazione comunale ha agito "l'origine etnica dei rom", in quanto gli "amministratori e politici hanno ripetutamente dichiarato alla stampa che ai rom non sarebbe mai stata data alcuna casa popolare".

### Governo del territorio
Il Piano del Governo del Territorio varato dalla giunta Moratti avrebbe dato a Gabriele Moratti, figlio di Letizia, un vantaggio economico stimato in almeno un milione di euro, grazie a un immobile acquistato da Gabriele Moratti con vincolo di destinazione industriale e trasformato in villa di lusso ispirata alla dimora di Batman.

### Consulenze d'oro
Nel dicembre 2016 è stata condannata dalla Corte dei conti a versare, al Comune di Milano, poco meno di 600.000 euro per due voci di spesa: 11 incarichi dirigenziali esterni a non laureati per quasi 1,9 milioni, e retribuzioni ritenute troppo costose, più di 1 milione, di alcuni addetti stampa. Oltre a Letizia Moratti, l'ex vice sindaco Riccardo De Corato dovrà risarcire 21.763 euro (per le stesse voci contestate alla Moratti), l'ex sindaco ed ex direttore generale Giampiero Borghini oltre 106.000 euro e gli ex assessori Tiziana Maiolo, Mariolina Moioli, Edoardo Croci e Carla De Albertis oltre 21.000 euro. Per i giudici contabili, si legge nel loro provvedimento, l'operato di Letizia Moratti avrebbe avuto "il connotato della grave colpevolezza, ravvisabile in uno scriteriato agire, improntato ad assoluto disinteresse dell’interesse pubblico alla legalità e alla economicità dell’espletamento della funzione di indirizzo politico-amministrativo spettante all'organo di vertice comunale". I magistrati hanno confermato anche la "grave colpevolezza della condotta" in capo a tutti gli assessori che allora votarono le delibere con cui sono state conferite le cosiddette "consulenze d'oro" per le quali era anche stata avviata un'inchiesta da parte della Procura, poi archiviata.

### Vaccino anti-COVID 19
A gennaio 2021 come assessore al Welfare e vicepresidente della Regione Lombardia, hanno scatenato polemiche le sue affermazioni in riferimento alle dosi di vaccino anti COVID-19 contenute in una lettera a Domenico Arcuri: "(...) Gli ho proposto quattro criteri: le zone più colpite, la mobilità, la densità abitativa e il tema del contributo che le Regioni danno al PIL. Questi criteri dovrebbero essere tenuti in considerazione non per modificare la distribuzione dei vaccini ma per accelerare per quelle regioni che rispondono a questi criteri".
La Lombardia fu messa in zona rossa nella settimana tra il 14 e il 23 gennaio 2021 secondo i dati forniti dalla stessa Regione Lombardia, poi rivelatisi errati. La Moratti e il presidente Attilio Fontana affermarono che non era stato commesso alcun errore, come invece sostenuto dal Governo.

## Onorificenze

### Onorificenze straniere
Il 11 giugno 2023 il sindaco di Sant'Angelo Lomellina Matteo Grossi le conferisce la Chiave del paese, con la quale ella diventa cittadino onorario.